# 宮本町 (所沢市)
宮本町（みやもとちょう）は、埼玉県所沢市の町名。現行行政地名は宮本町一丁目および二丁目。郵便番号は359-1143。かつては町内に市役所が設置されていた。

## 地理
所沢市中心市街地内に位置する。西武新宿線航空公園駅と西武池袋線西所沢駅を結んだ線上にあり、元町・金山町・西所沢・上新井・けやき台・泉町・喜多町・北有楽町・有楽町と隣接する。

### 地価
住宅地の地価は、2015年（平成27年）1月1日の公示地価によれば、宮本町1-11-11の地点で17万4000円/m2となっている。

## 歴史
江戸時代には河原宿が設置されており、ここから江戸四谷への道が整備され繁栄した。

### 沿革
- 1881年（明治14年）10月 - 本宿地区（河原宿地区）が上新井村から所沢村に編入され、所沢村は町制を布き所沢町となる。
- 1943年（昭和18年）4月1日 - 所沢町が荒幡村・小手指村・富岡村・山口村・松井村と合併し、所沢町大字上新井本宿となる。
- 1965年（昭和40年）4月1日 - 住居表示実施により、本宿・宮ノ前・峰ノ坂地区と上新井の一部が宮本町1丁目となる。
- 1966年（昭和41年）4月1日 - 住居表示実施により、宮本町1丁目の北側の所沢と上新井の一部が宮本町2丁目となる。

## 世帯数と人口
2017年（平成29年）9月30日現在の世帯数と人口は以下の通りである。
| 丁目         | 世帯数    | 人口    |
| ------------ | --------- | ------- |
| 宮本町一丁目 | 848世帯   | 1,698人 |
| 宮本町二丁目 | 754世帯   | 1,534人 |
| 計           | 1,602世帯 | 3,232人 |

## 小・中学校の学区
市立小・中学校に通う場合、学区は以下の通りとなる。
| 丁目         | 番地 | 小学校             | 中学校             |
| ------------ | ---- | ------------------ | ------------------ |
| 宮本町一丁目 | 全域 | 所沢市立明峰小学校 | 所沢市立所沢中学校 |
| 宮本町二丁目 | 全域 | 所沢市立明峰小学校 | 所沢市立所沢中学校 |

## 交通

### 鉄道
地内の西辺を西武鉄道・西武池袋線が通る。地内に駅は存在しないが、西武新宿線航空公園駅及び西武池袋線・西武狭山線西所沢駅が利用できる。

### バス
- ところバス（山口循環）
  - ところ荘入口
  - はくれん通り

### 道路
- 国道463号
- 埼玉県道6号川越所沢線

## 施設
- 所澤神明社
- 新光寺 - 狭山三十三観音霊場第8番札所。武蔵野三十三観音霊場第10番札所。
- 旧市庁舎
  - 1階 社会福祉法人所沢社会福祉協議会
  - 2階 公益社団法人所沢シルバー人材センター
  - 3階 公益社団法人所沢青年会議所
- 所沢市水道部
- 峰の坂産婦人科
- 所沢診療所